# Ici Louis-José Houde
Ici Louis-José Houde est une émission de télévision québécoise diffusée sur Radio-Canada en 2006.

## Concept
Grâce aux 50 ans d'archives de la Télévision de Radio-Canada, l'humoriste revisite le patrimoine télévisuel québécois. Sur ses textes coécrits avec François Avard, Louis-José Houde commente de façon spirituelle et parfois incisive les images d'archives. Inspiré du concept à MusiquePlus que Louis-Josée Houde avait créé avec l'émission Dollaraclip en 2002.

## Fiche technique
- Animateur : Louis-José Houde
- Idée originale : Louis-José Houde, Fair Play
- Textes : francois dupuis
- Script-éditeur : François Avard
- Musique originale : Ju-Banz
- Recherchistes : Stéphane Gourde et Patrick Damien Roy (archives), Lucie Brunet (entrevue)
- Coordination de la recherche : Patrick Damien Roy
- Monteurs: Martin Chénier, Julie Bouffard, Bernard Belzile
- Réalisateur : Mario Mercier
- Assistante à la réalisation : Isabelle Guimond
- Producteurs : Louis-José Houde, Michel St-Cyr, Guy Villeneuve
- Production : Fair Play, Radio-Canada

## Récompenses
- 2006 : Prix Gémeaux, meilleure série humoristique
- 2006 : Prix Gémeaux, meilleur texte pour une émission humoristique

## Coffret DVD
- Depuis le 14 avril 2009, les 13 épisodes de la saison 1 de Ici Louis-José Houde sont disponibles dans un coffret de 4 DVD.